# درجه شش-ستاره

6 Star

درجه شش-ستاره (انگلیسی: Six-star rank) عنوان درجه‌ای است که مدت زمانی کوتاه و در سال ۱۹۵۵ پیشنهاد گردید و از دیدگاه رتبه‌بندی بالاتر از درجه پنج-ستاره است که به ژنرال نیروهای زمینی می‌تواند اهدا گردد. این درجه به شکل بالقوه‌ای در طول سال‌های پایانی جنگ جهانی دوم و تا پیش از حمله مستقیم به ژاپن و عملیات سقوط مطرح گردید.

## نگارخانه

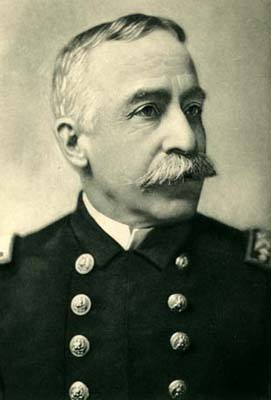
جورج دیوئی
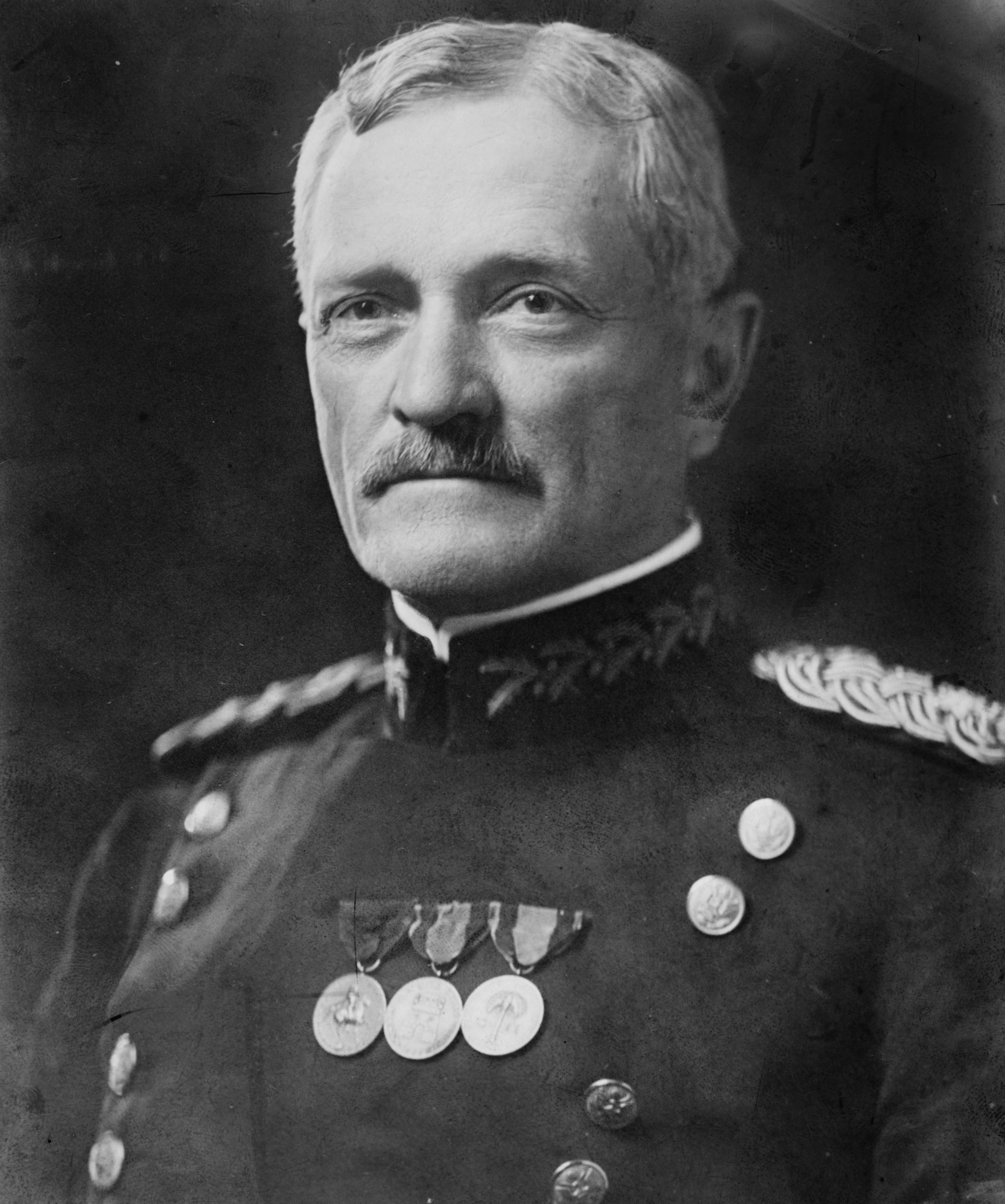
جان جی. پرشینگ